# Sinogastromyzon wui
Sinogastromyzon wui är en fiskart som beskrevs av Fang, 1930. Sinogastromyzon wui ingår i släktet Sinogastromyzon och familjen grönlingsfiskar. IUCN kategoriserar arten globalt som livskraftig. Inga underarter finns listade i Catalogue of Life.